# چاباچود
چاباچود (به مجاری:  Csabacsűd) یک منطقهٔ مسکونی در بلوچستان است که در ناحیه سارواش واقع ش۴ده‌است. چاباچود ۶۶٫۸۸ کیلومتر مربع مساحت و ۲٬۱۳۰ نفر جمعیت دارد.